# Hemicoelus nelsoni
Hemicoelus nelsoni är en skalbaggsart som först beskrevs av Hatch 1961.  Hemicoelus nelsoni ingår i släktet Hemicoelus och familjen trägnagare. Inga underarter finns listade i Catalogue of Life.